# Plou, Aragonien
Plou är en kommun i Spanien.   Den ligger i provinsen Provincia de Teruel och regionen Aragonien, i den östra delen av landet, 250 km öster om huvudstaden Madrid. Arean är 17,3 kvadratkilometer.
Terrängen i Plou är lite kuperad.